# Ozvěna
Ozvěna (též echo) je akustický jev, který vzniká odrazem zvuku od rozlehlé překážky. Odražený zvuk poté posluchač vnímá zpožděně. Vhodnou překážkou pro vznik ozvěny je například skála, dno studny, jeskyně, dno propasti nebo vnitřek rozlehlé budovy.

## Ozvěna a dozvuk
Člověk dokáže rozlišit zvuk vydaný zdrojem od zvuku, který se odrazil, je-li překážka vzdálena od zdroje nejméně 17 metrů. Ucho pak zaznamená prodlevu zhruba 0,1 sekundy nebo větší. Je-li překážka blíž, zvuky splývají a nehovoří se o ozvěně, ale o dozvuku. Nežádoucí dozvuk je znám např. z nádražních hal; lze ho omezit členěním prostor překážkami.
Hladina akustické intenzity ozvěny se měří v decibelech, stejně jako u zvuku. Ozvěna je většinou popisována jako vlna, která má téměř stejnou hlasitost jako vlna vyslaná zdrojem.

## Sonary
Sonar je zařízení na principu radaru, které místo rádiových vln používá zvukové vlny:
- V námořnictví je sonar používán hlavně v ponorkách; tzv. rybářský sonar se nazývá echolot

Další metody využívající sonary:
- Ultrasonografie – využívá se při vyšetřování ultrazvukem v lékařství
- Ultrazvuková defektoskopie – využívá se pro zjištění skrytých vad materiálu

## „Ozvěna“ v telefonu
Nežádoucí „ozvěna“ se může vyskytovat v telefonních systémech. Její fyzikální princip je ale jiný, nevzniká odrazem zvuku od překážky. Nejčastěji je důsledkem toho, že mikrofon volaného zachytí zvuk vycházející z reproduktoru. Volající pak slyší při hovoru ve svém reproduktoru vlastní hlas.